# Ebbe Traberg
Ebbe Traberg (født 1. september 1932 i Ringsted, død 9. maj 1996 i Madrid) var en dansk forfatter og journalist. Det meste af sit voksne liv levede han i Spanien, hvor han bl.a. producerede TV-programmer om jazz for TVE. Til danske aviser, herunder Tipsbladet og Information skrev han artikler og kommentarer om spansk politik, kultur og sport. Traberg var en skattet vært og guide for danske kulturpersonligheder, f.eks. for Klaus Rifbjerg, da denne under Franco-regimet samlede stof til bøgerne Med solen i ryggen og Til Spanien. Han har også bidraget til flere af Jørgen Leths film, hvoraf en simpelthen hedder "Traberg". Traberg har selv skabt dokumentarfilm, f.eks. om den baskiske boldsport pelota.
Landsbyen Ezcaray i det sydlige Rioja, hvor Ebbe Traberg tilbragte sine somre, har siden hans død dannet ramme om en årlig jazzfestival til hans minde.

## Bogliste
- EPISODIOS. Escritos sobre Jazz. Logroño -2005 [5]
- Bortrejst – 1991
- Forlænget Frist – 1973